# Futbol Club Barcelona Atlètic
Il Futbol Club Barcelona Atlètic, meglio noto come Barcelona Atlètic e in italiano Barcellona Atlètic, è la seconda squadra del Futbol Club Barcelona, società calcistica spagnola con sede nella città di Barcellona. Milita in Primera Federación, la terza divisione del campionato spagnolo.
Fondata nel 1970 come Club de Futbol Barcelona Atlético e ridenominata Futbal Club Barcelona B dal 1991 al 2008 e dal 2010 al 2022, ha assunto la denominazione di Futbol Club Barcelona Atlètic dal 2008 al 2010 e dal 2022.
Hanno militato nel Barcellona Atlètic alcuni giocatori poi affermatisi nel Barcellona. La cantera del Barça è reputata una delle migliori del mondo per la qualità e quantità di giovani promesse del calcio che vi crescono.
Essendo una squadra filiale, è impossibilitata ad essere promossa in Primera División e a partecipare alla Coppa del Re.

## Storia
Il 1º agosto 1934 venne fondata la Societat Esportiva Industrial Espanya i cui colori sociali erano il bianco e il blu. Nel 1943 l'allora presidente del Barcellona decise di rilevare il club allora denominato Club Deportivo Espanya Industrial che divenne il team di riserva del CF Barcelona e giocò nel campo di Les Corts. Inizialmente il club giocò nei campionati regionali prima di essere promosso in Tercera División nel 1950, nel 1952 venne promosso in Segunda División dove giocò per quattro stagioni, nel 1953 arrivò secondo nel campionato ma non fu promosso alla divisione successiva in quanto squadra filiale.
Nel 1956 la CD Espanya Industrial divenne indipendente dal CF Barcelona e venne rinominato Club Deportivo Condal. Il club venne dunque abilitato alla promozione in Primera División e la ottenne, ma solo una volta. Nel 1968 il club tornò a far parte del Barcellona e adottò i colori blaugrana. Nel 1970 il presidente del CF Barcelona decise di trasformare il CD Condal nel settore giovanile del Barça denominandolo Club de Fútbol Barcelona Atlético nome mantenuto fino al 1991, quando cambiò la denominazione in Futbol Club Barcelona B, e successivamente cambiato nel 2008 in Futbol Club Barcelona Atlètic. Nel 2007 Pep Guardiola riporta la squadra dalla Tercera alla Segunda Division B.
Dal 2008 al 2011 l'allenatore è stato Luis Enrique, vecchia gloria del club blaugrana, che ha riportato la squadra dalla Segunda Division B alla Segunda División, arrivando poi ad uno storico piazzamento (3º posto), pur non potendo ambire alla promozione. Dal 2010 la denominazione è tornata ad essere Futbol Club Barcelona B.
Nel 2022 la denominazione viene cambiata in Futbol Club Barcelona Atlètic.

## Colori e simboli

### Colori
L'uniforme di gioco del Barcelona Atlètic, identica a quella indossata dalla prima squadra, è composta da una maglia a strisce verticali blu e granata, tradizionalmente abbinati a pantaloncini e calzettoni blu.

### Simboli ufficiali

#### Stemma
Il Barcelona Atlètic ha adottato lo stemma già utilizzato dalla prima squadra maschile: esso consiste in uno scudo dalla forma curvilinea e insolita, diviso superiormente in due cantoni recanti la croce di Sant Jordi a sinistra e i colori della bandiera della Catalogna a destra; nell'ampio campo inferiore appare invece una palatura blu granata e il disegno di un pallone aureo. Una fascia divisoria a mezza altezza contiene invece le iniziali della denominazione sociale, FCB.

#### Inno
L'inno ufficiale del Barcelona Atlètic si chiama Cant del Barça (in italiano Canto del Barça). Fu eseguito per la prima volta nel 1974 al Camp Nou, in occasione delle celebrazioni per il 75º anniversario della fondazione del club. Il testo, interamente in catalano, è opera di Jaume Picas e Josep Maria Espinàs, mentre la musica fu composta da Manuel Valls. La versione ufficiale è interpretata dall'orchestra Sant Jordi.

## Strutture

### Stadio
Il Barcelona Atlètic gioca le proprie partite interne allo stadio Johan Cruijff. In precedenza vennero utilizzati come campi da gioco il campo de Fabra i Coats a partire dal 1970 e dal 1982 al 2019 il Mini Estadi.

## Società

### Organigramma societario
- Joan Laporta - Presidente

### Sponsor
- 1970-1982 Mont-Halt
- 1982-1992 Meyba
- 1992-1998 Kappa
- 1998- Nike

### Futbol Club Barcelona C
Il Futbol Club Barcelona C era la sezione giovanile del Barcellona subito sotto il Barcellona B.
È stata fondata nel 1967 con il nome di Futbol Club Barcelona Aficionados, il cambio di nome in Futbol Club Barcelona C avvenne nel 1993. Giocava le partite interne al Mini Estadi, e non poteva giocare nella stessa categoria del Barcellona o del Barcellona B, in tutto ha partecipato a 25 campionati di Tercera División, 5 di Segunda División B, 3 di Regional Preferente e 3 di Primera Regional. Il 2 luglio 2007, a seguito della retrocessione in Tercera División del Barcellona B, non è stato iscritto a nessun campionato inferiore ed è stato soppresso.
Nella sua storia ha vinto 3 volte la Tercera División nelle stagioni 1983-1984, 1986-1987 e 1997-1998 e 1 di Primera Regional nel 1973-1974.

## Allenatori e presidenti
| Allenatori - 1970-1972 Josep Seguer - 1972-1976 Luis Aloy - 1976-1977 Laureano Ruiz - 1977-1978 Laureano Ruiz Joan Segarra - 1978-1979 Antoni Torres - 1979-1980 Joan Segarra - 1980-1983 Antoni Torres - 1983-1984 José Luis Romero - 1984-1987 Joan Martínez Vilaseca - 1987-1989 Lluís Pujol - 1989-1996 Quique Costas - 1996-1997 Juande Ramos - 1997-2000 Josep Maria Gonzalvo - 2000-2003 Quique Costas - 2003-2005 Pere Gratacós - 2005-2007 Quique Costas - 2007-2008 Josep Guardiola - 2008-2011 Luis Enrique - 2011-2015 Eusebio Sacristán - 2015-2016 Jordi Vinyals - 2016-2018 Gerard López - 2018-2021 Xavi García Pimenta - 2021-2022 Sergi Barjuan Albert Capellas - 2022-2024 Rafael Márquez - 2024–2025 Albert Sánchez - 2025 Sergi Milà - 2025- Juliano Belletti | Presidenti - 1970-1973 Pedro Viladomiu - 1973-1975 Ferran Ariño - 1975-1977 Jacint Borràs - 1977-1978 Josep Bujons - 1978-1981 Pere García Vila - 1983-1986 Nicolau Casaus - 1990-2000 Josep Lluís Núñez - 2000-2002 Joan Gaspart - 2002-2003 Joan Gaspart Enric Reyna Joan Trayter - 2003-2006 Joan Laporta - 2006-2007 Xavier Sala i Martín Joan Laporta - 2007-2010 Joan Laporta - 2010-2014 Sandro Rosell - 2014-2021 Josep Maria Bartomeu - 2021- Joan Laporta |

## Palmarès

### Competizioni interregionali
- Segunda División B: 4

1981-1982 (gruppo I), 1990-1991 (gruppo IV), 2001-2002 (gruppo II), 2016-2017 (gruppo III)
- Tercera División: 2

1973-1974 (gruppo III), 2007-2008 (gruppo V)

### Competizioni regionali
- Regional Preferente: 1

1972-1973

## Statistiche e record

### Partecipazione ai campionati
| Livello | Categoria             | Partecipazioni | Debutto   | Ultima stagione | Totale |
| ------- | --------------------- | -------------- | --------- | --------------- | ------ |
| 2º      | Segunda División      | 23             | 1974-1975 | 2017-2018       | 23     |
| 3º      | Tercera División      | 3              | 1970-1971 | 1973-1974       | 29     |
| 3º      | Segunda División B    | 23             | 1977-1978 | 2020-2021       | 29     |
| 3º      | Primera División RFEF | 1              | 2021-2022 | 2021-2022       | 29     |
| 3º      | Primera Federación    | 2              | 2022-2023 | 2023-2024       | 29     |
| 4º      | Tercera División      | 1              | 2007-2008 | 2007-2008       | 1      |

### Partecipazione alle coppe
| Competizione            | Partecipazioni | Debutto   | Ultima stagione | Totale |
| ----------------------- | -------------- | --------- | --------------- | ------ |
| Coppa del Generalissimo | 5              | 1970-1971 | 1975-1976       | 18     |
| Coppa del Re            | 13             | 1976-1977 | 1989-1990       | 18     |

### Statistiche individuali
| Record di presenze - 192 Antonio Pérez Ayllón (1978-1985) - 176 Candído Viana Valentín (1977-1983) - 164 Jesús Angoy (1988-1995) - 160 Albert Albesa Gasulla (1983-1988) - 150 Pere Gratacós (1978-1983) - 146 Juan Carlos Pérez Rojo (1978-1988) - 143 Arnau Riera (2001-2006) - 141 Francesc Guitart Sáez (1979-1984) - 141 David García Haro (1994-2004) - 137 Joaquim Ferrer Sala (1978-1983) | Record di reti - 59 Jonathan Soriano (2009-2012) - 47 Haruna Babangida (1998-2004) - 39 Antonio Pinilla (1988-1992) - 39 Ramón Calderé (1977-1984) - 37 Sergio García de la Fuente (2002-2004) - 33 Luis Alonso Cebada (1981-1983) - 33 Roberto Trashorras (2011-2013) - 32 Mario Rosas (1997-2000) - 31 Paco Clos (1979-1983) - 31 Joan Verdú (2002-2006) - 31 Antonio Pérez Ayllón (1978-1985) |

## Organico

### Rosa 2023-2024
Rosa aggiornata al 23 ottobre 2023.
| N. |                     | Ruolo | Calciatore         |
| -- | ------------------- | ----- | ------------------ |
| 1  | Spagna (bandiera)   | P     | Ander Astralaga    |
| 13 | Spagna (bandiera)   | P     | Marc Vidal         |
| 24 | Ungheria (bandiera) | P     | Áron Yaakobishvili |
| 4  | Senegal (bandiera)  | D     | Mamadou Mbacke     |
| 15 | Senegal (bandiera)  | D     | Mikayil Faye       |
| 25 | Spagna (bandiera)   | D     | Pau Cubarsì        |
| 23 | Spagna (bandiera)   | D     | Pelayo Fernández   |
| 5  | Spagna (bandiera)   | D     | Sergi Domínguez    |
| 3  | Spagna (bandiera)   | D     | Gerard Martín      |
| 16 | Spagna (bandiera)   | D     | Edu Sánchez        |
| 16 | Spagna (bandiera)   | D     | Héctor Fort        |
| 2  | Spagna (bandiera)   | D     | Trilli             |
| 27 | Spagna (bandiera)   | C     | Marc Bernal        |
| 6  | Spagna (bandiera)   | C     | Marc Casadó        |

| N. |                    | Ruolo | Calciatore     |
| -- | ------------------ | ----- | -------------- |
| 25 | Spagna (bandiera)  | C     | Pau Prim       |
| 8  | Spagna (bandiera)  | C     | Moha Moukhliss |
| 10 | Spagna (bandiera)  | C     | Aleix Garrido  |
| 20 | Spagna (bandiera)  | C     | Unai Hernández |
| 22 | Spagna (bandiera)  | C     | Biel Vicens    |
| 21 | Spagna (bandiera)  | C     | Noah Darvich   |
| 14 | Bolivia (bandiera) | A     | Jaume Cuéllar  |
| 7  | Spagna (bandiera)  | A     | Ángel Alarcón  |
| 18 | Italia (bandiera)  | A     | Pocho Román    |
| 12 | Spagna (bandiera)  | A     | Iker Goujón    |
| 29 | Spagna (bandiera)  | A     | Marc Guiu      |
| 19 | Spagna (bandiera)  | A     | Pau Victor     |
| 9  | Spagna (bandiera)  | A     | Diego Percan   |